# 奥伯林学院
奧伯林學院（英語：Oberlin College）是美國俄亥俄州的一所私立文理学院，创立于1833年。

## 歷史
1833年，两位长老会牧师John Jay Shipherd和Philo Stewart建立了歐柏林镇和歐柏林学院，以法国牧师、慈善家约翰·弗雷德里希·歐柏林的名字命名。1835年，歐柏林學院成為美國第一間接納黑人學生的主流大學，亦因此而在美國聞名。
1865年，歐柏林音乐学院成立；1867年，音乐学院并入了歐柏林学院。
1907年，孔祥熙在太谷南关基督教公理会明道院蒙馆的基础上兴办小学，即铭贤学堂（直译“歐柏林山西纪念学校”，今山西农业大学）。校內有一個紀念碑，用来纪念在1900年山西义和团运动中被打死的歐柏林传教士们。

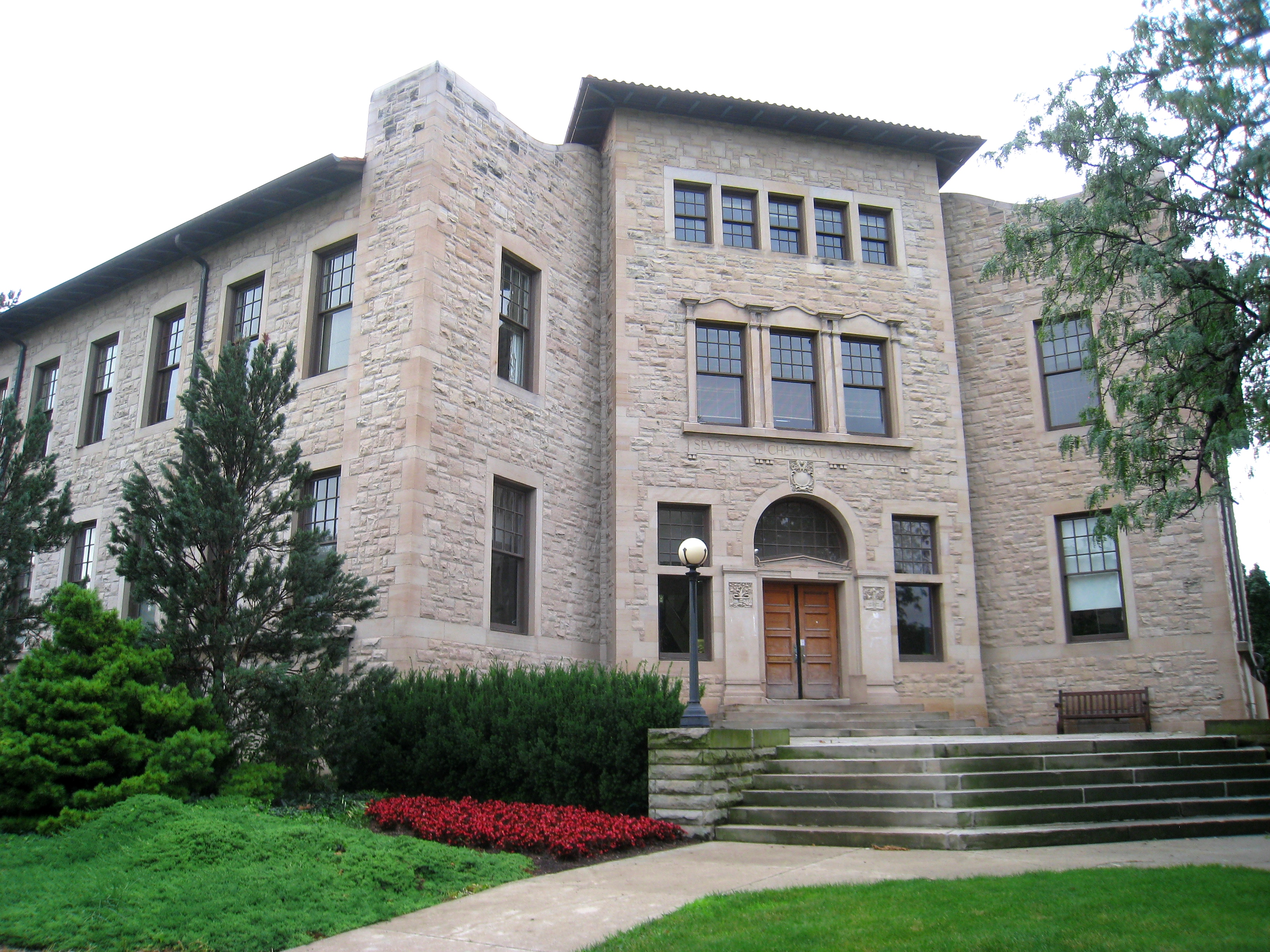
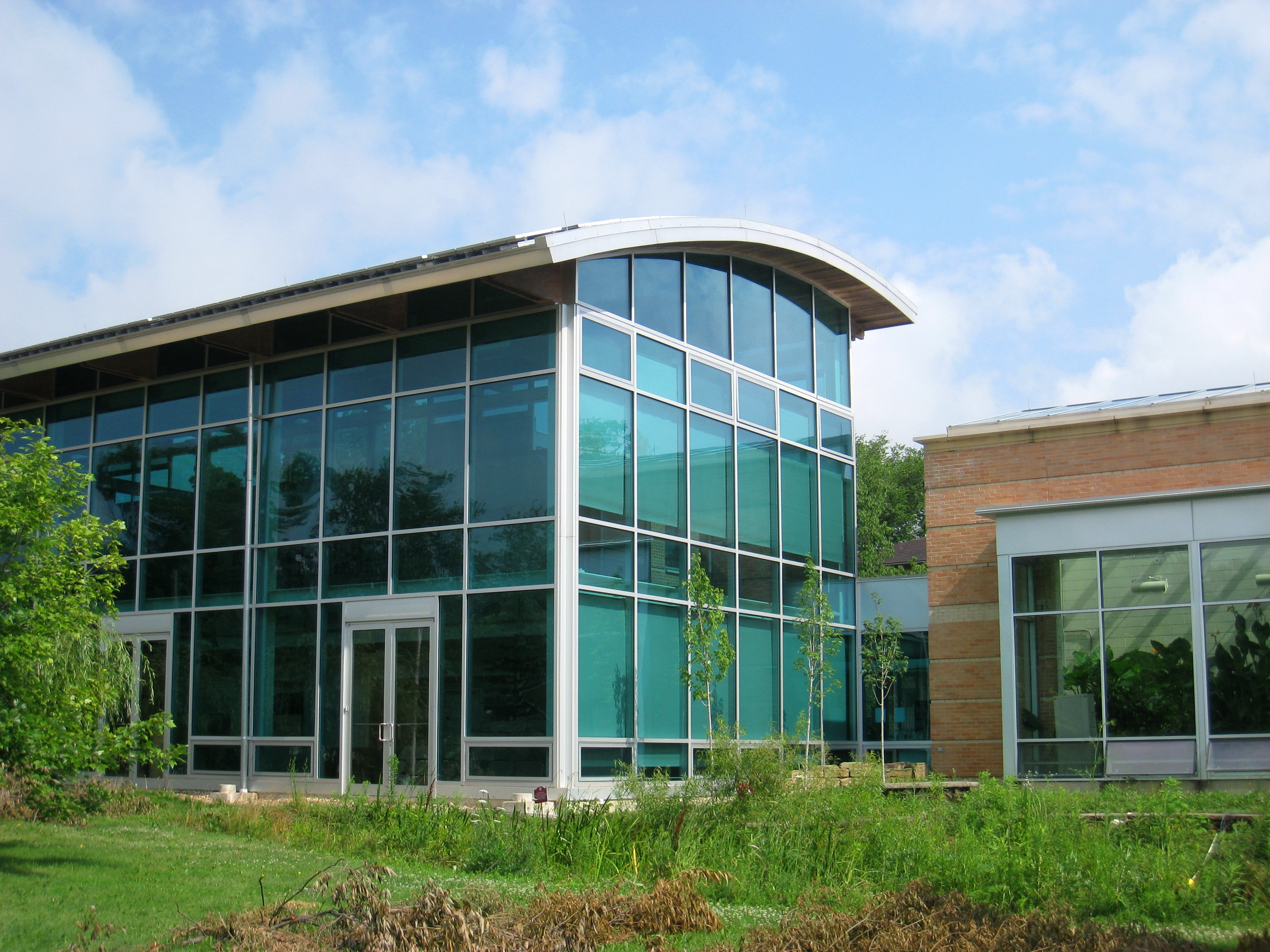
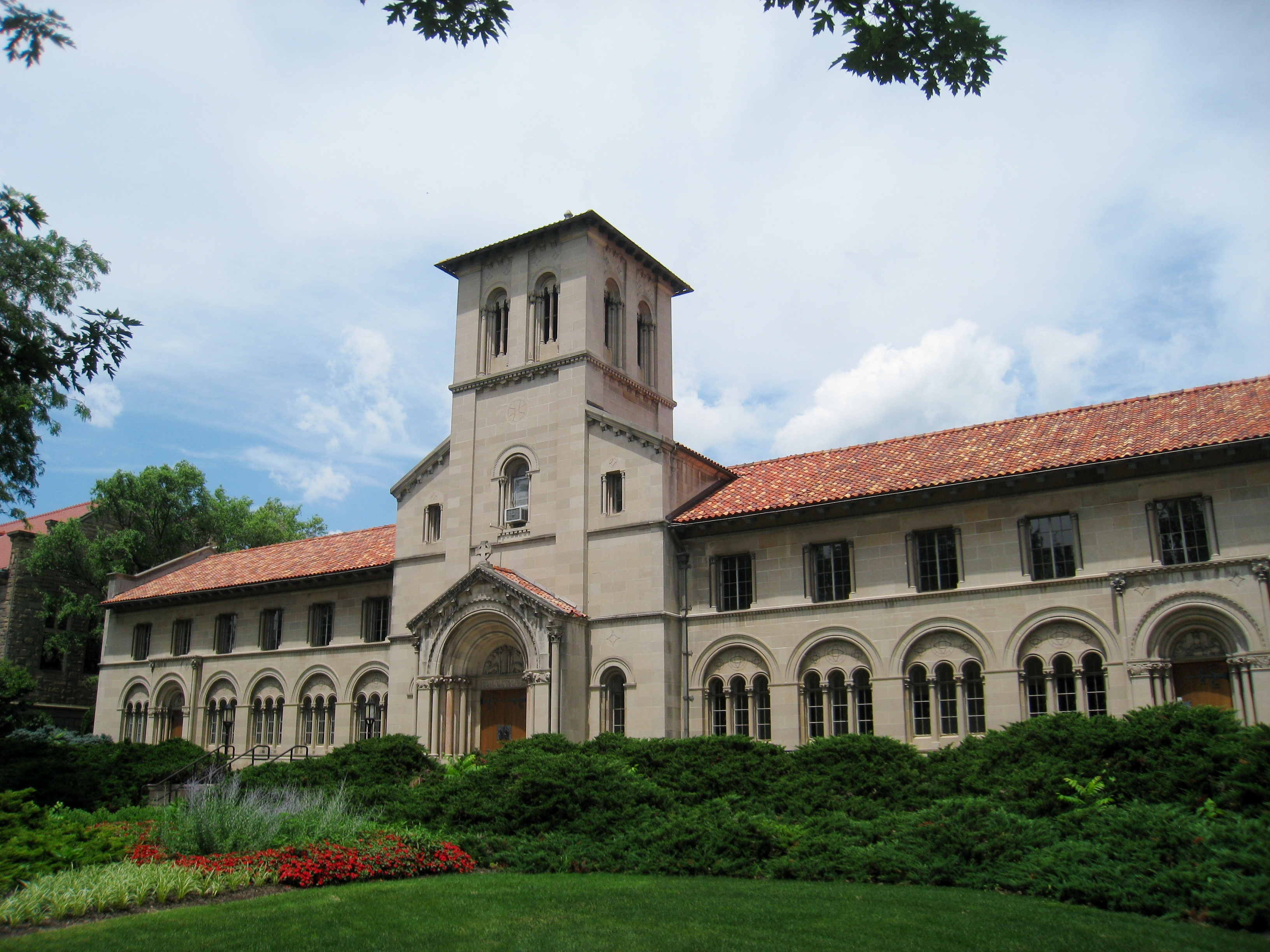
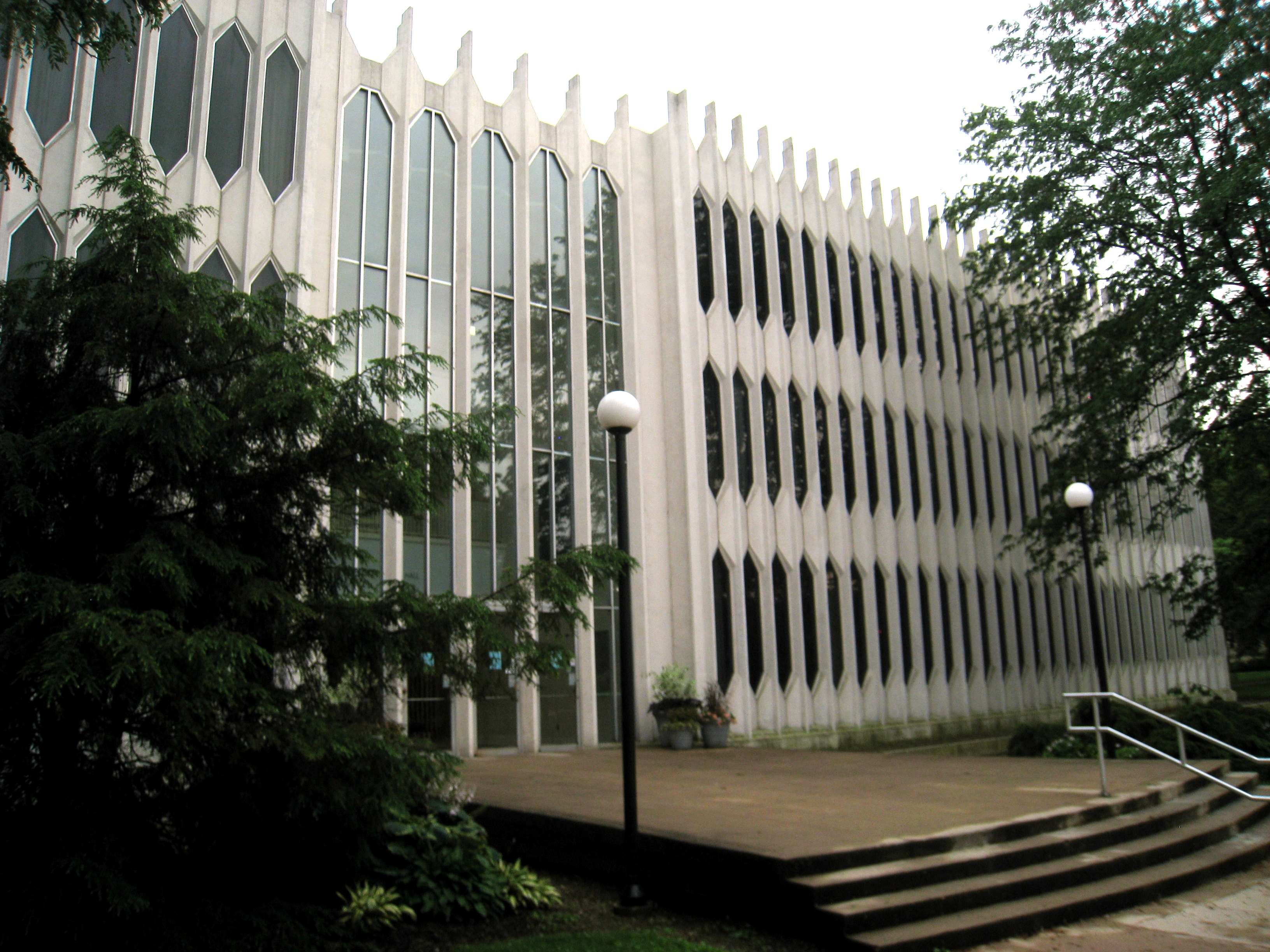
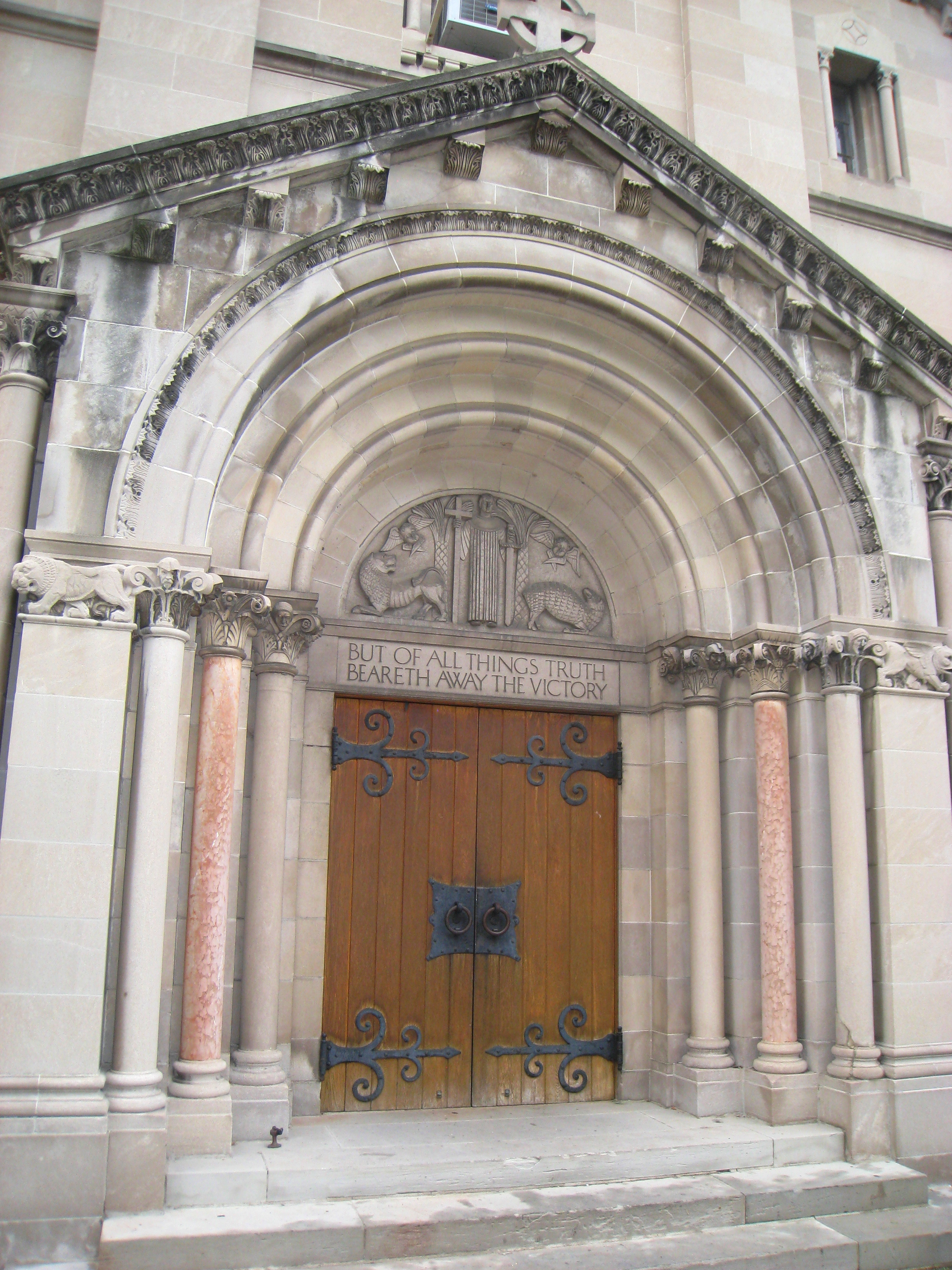
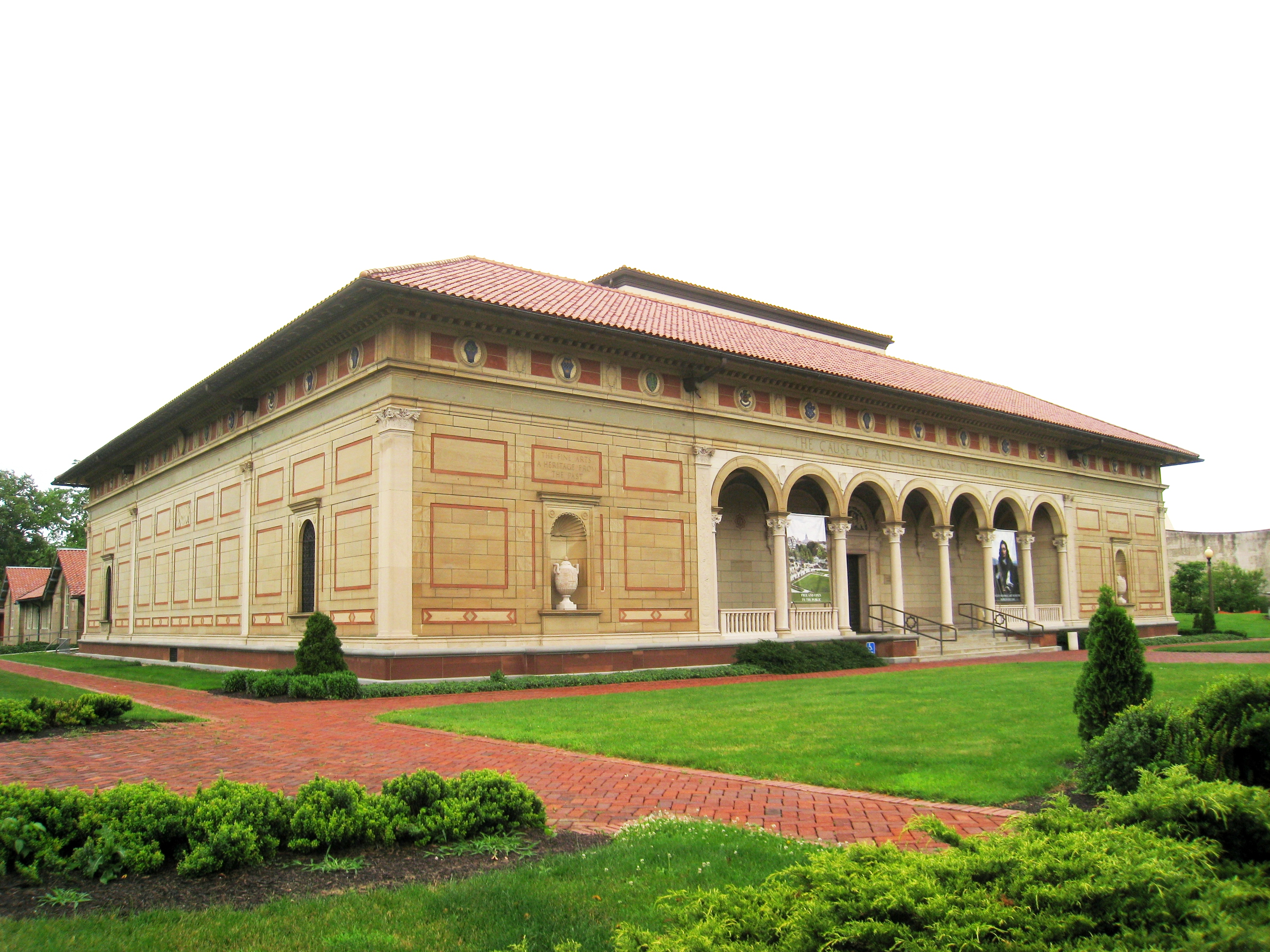

## 著名校友
- 羅伯特·密立根（1868年3月22日－1953年12月19日，畢業於1891年），主修古典學。美國物理學家，1923年諾貝爾物理學獎得主。
- 孔祥熙（1880年9月11日－1967年8月16日，畢業於1906年），中華民國南京國民政府的行政院長兼財政部長，同時也是一位銀行家。
- 李應林（1892年12月12日—1954年8月22日）曾任廣州嶺南大學校長。後來在香港參與創辦崇基學院（1963年起成為香港中文大學成員書院之一），並擔任首任校長（1951年－1954年）。
- 蒋廷黻（1895年12月7日－1965年10月9日，畢業於1918年），中国历史学家、外交家。
- 梅贻宝（1900年11月5日－1997年10月18日，畢業於1924年），燕京大学教授，代校长，香港中文大學新亞書院第4任院長。
- 黄自（1904年3月23日 - 1938年5月9日，畢業於1928年），中国作曲家，音乐教育家。
- 埃德温·赖肖尔（1910年10月15日－1990年9月1日，畢業於1931年），主修历史、副修政治。美国历史学家和公认的日本问题专家，1961至66年任美国驻日本大使。
- 罗杰·斯佩里（1913年8月20日－1994年4月17日，畢業於1935年），主修英语。美國神經生理學家，出生於康乃狄克州。獲得1981年諾貝爾生理學或醫學獎。
- 斯坦利·科恩（1922年11月17日－，畢業於1945年），主修动物学。美国生物化学家、1986年诺贝尔生理学或医学奖获得者。也是范德堡大学医学院的杰出科学家。
- 蕭美琴 台灣副總統。
- 王維潔 台灣成功大學建築系教授。

## 外部參考
- Oberlin College and Conservatory （页面存档备份，存于）